# Micrasterias thomasiana
Micrasterias thomasiana là một loài Song tinh tảo trong họ Desmidiaceae, thuộc chi Micrasterias.